# 居酒屋ぼったくり
『居酒屋ぼったくり』（いざかやぼったくり）は、秋川滝美による日本のライトノベル。イラストはしわすだが担当している。アルファポリスにて連載され、単行本・文庫として書籍化された。元々は小説投稿サイト「小説家になろう」にて連載されていたオンライン小説であったが、書籍化に伴い現在は削除されている。2024年2月時点で電子版を含めたシリーズ累計部数は140万部を記録している。
メディアミックスとして、2016年3月よりアルファポリスのウェブサイトでコミカライズが開始された。2018年4月よりBS12 トゥエルビにてテレビドラマ化され、U-NEXTにて配信された。

## あらすじ
東京の下町にある、小さな商店街。そこにある居酒屋「ぼったくり」は、亡き両親から店を継いだ美人姉妹の美音と馨が切り盛りする店で、心のこもった料理と酒が提供される。
そんな店の中では、客の誰かが抱えるちょっとした困り事を、姉妹と人情派の常連たちが、旨い酒と美味い飯を味わいつつ、一緒に知恵を出し合いながら解決していく。

## 登場人物
美音（みね）
居酒屋「ぼったくり」の女店主。両親亡き後、妹と二人で店を守ってきた。大人しそうに見えるが、人情に厚く頑固な一面も。
常連たちからは「美音坊」と呼ばれている。
馨（かおる）
美音の妹。姉とは対照的に、天真爛漫で楽観的な性格。元気で食いしん坊。

### 常連たち
要（かなめ）
会社員。雨の日に偶然「ぼったくり」に飛び込み、店の居心地の良さに常連に。
アキ
忙しいOL。栄養バランスの調整の為にと週に何度か「ぼったくり」で食事をとる。
リョウ
会社員。学生時代運動部に所属していたらしく、旺盛な食欲をもっている。
アキラ
電気取付工事会社勤務
ウメ
小粋な婆様。元芸者。
マサ
腕のいい植木職人。人はいいが、あまり深く考えず行動してしまうことがある。
シンゾウ
町内のご意見番、薬局店主。先代からの常連でお酒に造詣が深く、美音と利き酒勝負をしたりする。
トモ
デパートに勤めているOL。「ぼったくり」が気に入り、よく訪れる。

## 既刊一覧

### 小説（単行本）
- 秋川滝美（著）・しわすだ（イラスト）、アルファポリス、全14巻
  1. 『居酒屋ぼったくり』2014年5月20日初版発行、ISBN 978-4-434-19248-7
  2. 『居酒屋ぼったくり2』2014年10月15日初版発行、ISBN 978-4-434-19777-2
  3. 『居酒屋ぼったくり3』2015年3月10日初版発行、ISBN 978-4-434-20350-3
  4. 『居酒屋ぼったくり4』2015年10月5日初版発行、ISBN 978-4-434-21090-7
  5. 『居酒屋ぼったくり5』2016年3月10日初版発行、ISBN 978-4-434-21703-6
  6. 『居酒屋ぼったくり6』2016年10月5日初版発行、ISBN 978-4-434-22450-8
  7. 『居酒屋ぼったくり7』2017年3月10日初版発行、ISBN 978-4-434-23055-4
  8. 『居酒屋ぼったくり8』2017年10月31日初版発行、ISBN 978-4-434-23874-1
  9. 『居酒屋ぼったくり9』2018年3月5日初版発行、ISBN 978-4-434-24194-9
  10. 『居酒屋ぼったくり10』2018年10月5日初版発行、ISBN 978-4-434-25206-8
  11. 『居酒屋ぼったくり11』2019年3月5日初版発行、ISBN 978-4-434-25754-4
  12. 『居酒屋ぼったくり おかわり！』2019年12月9日初版発行、ISBN 978-4-434-26778-9
  13. 『居酒屋ぼったくり おかわり！2』2021年3月5日初版発行、ISBN 978-4-434-28569-1
  14. 『居酒屋ぼったくり おかわり！3』2022年8月5日初版発行、ISBN 978-4-434-30592-4

### 小説（文庫版）
- 秋川滝美（著）・しわすだ（イラスト）、アルファポリス〈アルファポリス文庫〉、全14巻
  1. 『居酒屋ぼったくり』2018年3月5日初版発行、ISBN 978-4-434-24195-6
  2. 『居酒屋ぼったくり2』2018年5月7日初版発行、ISBN 978-4-434-24472-8
  3. 『居酒屋ぼったくり3』2018年7月5日初版発行、ISBN 978-4-434-24700-2
  4. 『居酒屋ぼったくり4』2018年10月5日初版発行、ISBN 978-4-434-25081-1
  5. 『居酒屋ぼったくり5』2018年12月31日初版発行、ISBN 978-4-434-25382-9
  6. 『居酒屋ぼったくり6』2019年4月3日初版発行、ISBN 978-4-434-25755-1
  7. 『居酒屋ぼったくり7』2019年5月31日初版発行、ISBN 978-4-434-25755-1
  8. 『居酒屋ぼったくり8』2019年12月9日初版発行、ISBN 978-4-434-26777-2
  9. 『居酒屋ぼったくり9』2020年2月25日初版発行、ISBN 978-4-434-27062-8
  10. 『居酒屋ぼったくり10』2020年6月30日初版発行、ISBN 978-4-434-27424-4
  11. 『居酒屋ぼったくり11』2020年8月31日初版発行、ISBN 978-4-434-27772-6
  12. 『居酒屋ぼったくり おかわり！』2020年11月25日初版発行、ISBN 978-4-434-28123-5
  13. 『居酒屋ぼったくり おかわり！2』2022年4月5日初版発行、ISBN 978-4-434-30113-1
  14. 『居酒屋ぼったくり おかわり！3』2024年2月29日初版発行、ISBN 978-4-434-33483-2

### 漫画
- 秋川滝美（原作）・しわすだ（作画） 『居酒屋ぼったくり』 アルファポリス〈アルファポリスコミックス〉、既刊11巻（2025年6月30日現在）
  1. 2016年10月31日初版発行、ISBN 978-4-434-22393-8
  2. 2017年10月31日初版発行、ISBN 978-4-434-23749-2
  3. 2018年8月31日初版発行、ISBN 978-4-434-24891-7
  4. 2019年9月30日初版発行、ISBN 978-4-434-26338-5
  5. 2020年9月30日初版発行、ISBN 978-4-434-27895-2
  6. 2021年9月30日初版発行、ISBN 978-4-434-29410-5
  7. 2022年8月31日初版発行、ISBN 978-4-434-30760-7
  8. 2023年4月30日初版発行、ISBN 978-4-434-31932-7
  9. 2024年3月31日初版発行、ISBN 978-4-434-33618-8
  10. 2024年10月31日初版発行、ISBN 978-4-434-34675-0
  11. 2025年6月30日初版発行、ISBN 978-4-434-35948-4

## テレビドラマ
2018年4月14日から6月23日までBS12 トゥエルビで土曜21時 - 21時30分に放送。テレビ放送直後の21時30分よりU-NEXTで配信され、第8話放送後には、U-NEXTでしか見られない特別編「8.5話 本来の価値」も配信。同年10月13日から12月29日まで再放送され、その際には8.5話も放送された。
ドラマ本編後には、その日登場した酒、ならびに料理レシピを美音が紹介するコーナーがあった。

### キャスト

#### 居酒屋「ぼったくり」
- 美音 - 片山萌美[8]（中学時代：池田朱那[9]）
- 馨 - 高月彩良[8]（小学時代：加藤みなみ[9]）
- 奈津美（美音と馨の母・故人） - 河井青葉[9]
- 健吾（美音と馨の父・故人） - 津田寛治[8]

#### 常連客
- シンゾウ - イッセー尾形[9]
- トク - 久保酎吉[8]
- ウメ - 大方斐紗子[8]（子供時代：白鳥玉季[10]）
- アキ - 福田彩乃[8]（子供時代：福岡沙彩[11]）
- リョウ - 黒羽麻璃央[8]
- 要 - 中村優一[8]
- ケン - 寺十吾
- ヤマ（信用金庫職員） - 高山猛久[9]
- アキラ - 波岡一喜[8]
- カンジ（アキラの後輩） - 篠原篤

#### その他
- ヒロシ（八百屋「八百源」の店主） - 村田秀亮（とろサーモン）[8]
- アキの母（故人） - 山﨑ケイ
- カナコ（ウメの息子ソウタの妻） - 高尾祥子
- ソウタ（ウメの息子） - 松林慎司
- 営業部長 - 金井良信
- 営業社員 - 澤田和宏
- 早紀（ヒロシの娘） - 白石優愛
- スーパーの女性客 - 喜多道枝
- ヨシカズ（ヒロシの息子） - 佐々木洸太
- 太田（医師） - 佐野史郎
- サヨ（シンゾウの妻） - 松金よね子
- ケンの妻 - キタキマユ
- 蓮（ケンの息子） - 藤原右成[12]

### スタッフ
- 原作 - 秋川滝美『居酒屋ぼったくり』[9]
- 脚本 - 阿相クミコ[9]、久万真路[9]
- 監督 - 久万真路[9]、岩渕崇[9]
- 音楽 - 石塚徹[9]、川嶋可能[9]、鈴木俊介[9]、稲葉隼人
- 主題歌 - 中村郁実 「実」（なりゆきレコード）
  - ED - 中村郁実 「朝焼け」（なりゆきレコード）
- 音楽プロデュース - 田井基良
- 音楽制作 - ロードアンドスカイ・オーガニゼイション
- 店舗デザイン - 竹内公一（日本映画・テレビ美術監督協会）
- 料理指導 - 灯屋酒処 Anji
- ロケ協力 - 川島商店街振興組合
- 監修 - アルファポリス（堤綾子、宮田可南子）
- プロデュース - 奥出緑（ギルド）、森田和寛（U-NEXT）、佐藤友彦（TBSサービス）、木之内安代（KADOKAWA）
- 総合プロデュース - 清水友明（BS12 トゥエルビ）、清水伸明（キュー・テック）、湊谷恭史（ザ・フール）
- 企画 - 中川慎介（BS12 トゥエルビ）、坂岡功士（ギルド）、林健太郎（U-NEXT）、高橋俊之（TBSサービス）、栗橋三木也（KADOKAWA）、藤浪しのぶ（キュー・テック）、古神子広一（キュー・テック）
- 製作者 - 森内護（BS12 トゥエルビ）、菅野征太郎（ギルド）、堤天心（U-NEXT）、梅村昭夫（TBSサービス）、堀内大示（KADOKAWA）、古迫智典（キュー・テック）
- 製作協力 - ザ・フール
- 製作プロダクション - キュー・テック
- 製作 - 「居酒屋ぼったくり」製作委員会

### 放送日程
| 話数    | 放送日  | サブタイトル               | 脚本       | 監督     |
| ------- | ------- | -------------------------- | ---------- | -------- |
| 第1話   | 4月14日 | 暖簾の向こう側             | 阿相クミコ | 久万真路 |
| 第2話   | 4月21日 | 想い出につける付箋（タグ） | 阿相クミコ | 久万真路 |
| 第3話   | 4月28日 | 美味しい餃子の焼き方       | 久万真路   | 久万真路 |
| 第4話   | 5月05日 | 働き者の包丁               | 阿相クミコ | 久万真路 |
| 第5話   | 5月12日 | 丑の日の孝行娘             | 阿相クミコ | 岩渕崇   |
| 第6話   | 5月19日 | 汗かき職人の夏             | 阿相クミコ | 岩渕崇   |
| 第7話   | 5月26日 | トマトが嫌いな男たち       | 久万真路   | 久万真路 |
| 第8話   | 6月02日 | 鉄板の上の想い出           | 久万真路   | 久万真路 |
| 第8.5話 | 6月02日 | 本来の価値                 | 阿相クミコ | 岩渕崇   |
| 第9話   | 6月09日 | 木枯らしが吹く季節         | 阿相クミコ | 岩渕崇   |
| 第10話  | 6月16日 | 冬が終わりを告げる日       | 阿相クミコ | 久万真路 |
| 最終回  | 6月23日 | 再会の春                   | 阿相クミコ | 久万真路 |

### ネット局と放送時間
| 放送対象地域 | 放送局             | 系列            | 放送日時                                                  | 放送期間                                       | 備考                    |
| ------------ | ------------------ | --------------- | --------------------------------------------------------- | ---------------------------------------------- | ----------------------- |
| 全国放送     | BS12 トゥエルビ    |                 | 土曜 21:00 - 21:30                                        | 2018年4月14日 - 6月23日                        | 制作局                  |
| 岩手県       | IBC岩手放送        | TBS系列         | 金曜 1:28 - 1:58（木曜深夜）                              | 2018年6月8日 - 8月17日                         |                         |
| 福岡県       | RKB毎日放送        | TBS系列         | 土曜 2:58 - 3:28（金曜深夜）                              | 2018年6月23日 - 9月22日                        |                         |
| 神奈川県     | テレビ神奈川       | 独立局          | 木曜 23:00 - 23:30                                        | 2018年7月26日 - 10月4日                        |                         |
| 広島県       | 広島テレビ         | 日本テレビ系列  | 金曜 2:04 - 2:34（木曜深夜） 金曜 1:29 - 2:29（木曜深夜） | 2018年8月17日 - 8月31日 2018年9月7日 - 9月28日 | 1話ずつ放送 2話ずつ放送 |
| 中京広域圏   | CBCテレビ          | TBS系列         | 金曜 1:29 - 1:59（木曜深夜）                              | 2018年11月2日 -                                |                         |
| 富山県       | チューリップテレビ | TBS系列         | 火曜 1:10 - 1:40（月曜深夜）                              | 2018年11月27日 -                               |                         |
| 大阪府       | テレビ大阪         | TXNネットワーク | 木曜 1:00 - 1:30（水曜深夜）                              | 2019年9月26日 - 12月5日                        |                         |
| 群馬県       | 群馬テレビ         | 独立局          | 月-金13:00-13:30                                          | 2019年10月22日-11月5日                         |                         |
再放送
| 放送対象地域 | 放送局          | 系列 | 放送日時           | 放送期間                  | 備考   |
| ------------ | --------------- | ---- | ------------------ | ------------------------- | ------ |
| 全国放送     | BS12 トゥエルビ |      | 土曜 21:00 - 21:30 | 2018年10月13日 - 12月29日 | 制作局 |
| 全国放送     | BS12 トゥエルビ |      | 日曜 19:00 - 19:30 | 2019年6月30日 - 9月15日   | 制作局 |

## 関連商品
- 『居酒屋ぼったくり』DVD-BOX（2018年11月2日）[14]